# Kreis Homburg
Der Kreis Homburg war von 1816 bis 1822 zunächst ein Landkreis in der Provinz Jülich-Kleve-Berg und von 1822 bis 1825 ein  Landkreis im Regierungsbezirk Köln der preußischen Rheinprovinz. Sein Gebiet gehört heute zum Oberbergischen Kreis in Nordrhein-Westfalen.

## Verwaltungsgeschichte
Durch den Wiener Kongress wurde das Großherzogtum Berg am 31. Mai 1815 Preußen zugesprochen. 1816 wurde preußische Verwaltungseinteilung in Provinzen, Regierungsbezirke und Kreise eingeführt. Dabei wurde auch der Kreis Homburg gegründet, der das Gebiet des Kantons Homburg aus dem Arrondissement Siegen im Département Sieg umfasste. Der Kanton Homburg wiederum, entstand aus der ehemaligen Reichsherrschaft Homburg. Der Kreis war in vier Bürgermeistereien gegliedert, die bereits während der Franzosenzeit als Mairien gegründet worden waren:
- Bürgermeisterei Drabenderhöhe
- Bürgermeisterei Marienberghausen
- Bürgermeisterei Nümbrecht
- Bürgermeisterei Wiehl

Im Jahre 1816 hatte der Kreis 9.734 Einwohner. Der Kreissitz befand sich bei dessen Errichtung auf Schloss Homburg. Nach dem Tod des ersten Landrats Carl Ludwig Ferdinand Pollmann am 26. November 1818 wurde die Verwaltung des Kreises Homburg dem Gimborner Landrat Franz Garenfeld mit übertragen, der seine auf Homburg bezüglichen Schreiben in der Folge als „Landrat der Kreise Gimborn und Homburg“ zeichnete. Der Amtssitz beider in Personalunion verwalteten Kreise wurde dann Ende Februar 1819 nach Gummersbach verlegt. Per Kabinettsorder vom 17. Februar 1825 folgte die Vereinigung des Kreises Homburg mit dem Kreis Gimborn zum Kreis Gummersbach.

## Landräte
- 1816–1818: Carl Ludwig Ferdinand Pollmann
- 1819–1824: Franz Garenfeld (zusammen mit dem Kreis Gimborn in Gummersbach)
- 1824–1825: Friedrich Reinshagen (auftragsweise)